# PA-160
A  PA-160 é uma rodovia brasileira do estado do Pará. Essa estrada intercepta a PA-275 e a BR-155.
Está localizada na região sudeste do estado, atendendo aos municípios de Parauapebas (no seu início, interceptando a PA-275) Canaã dos Carajás, Curionópolis e Xinguara (no seu fim, interceptando a BR-155).
O trecho que parte da cidade de Parauapebas até a cidade de Canaã é totalmente asfaltado. Contudo, o trecho posterior a Canaã, até a intercessão com a BR-155, ainda está em processo de pavimentação asfáltica.